# Copa do Nordeste de Futebol Sub-20 de 2020
A Copa do Nordeste de Futebol Sub-20 de 2020 foi a décima primeira edição da competição organizada pela Confederação Brasileira de Futebol (CBF). O campeonato é disputado por clubes da região nordeste e o Náutico foi o campeão da edição: a equipe pernambucana derrotou o Fortaleza por 5 a 1 e conquistou seu primeiro título.

## Participantes
Os dezoito clubes participantes desta edição foram:
- ABC
- Bahia
- Ceará
- Confiança
- CRB
- CSA
- Ferroviário
- Fluminense-PI
- Fortaleza
- Globo
- Jacyobá
- Moto Club
- Náutico
- Perilima
- Santa Cruz
- Sport
- Vitória

## Direitos de transmissão
Todos os jogos do campeonato é exibido pelo serviço de streaming esportivo LiveFC, além de um jogo por rodada no Facebook e na Twitch.

## Primeira Fase
Na primeira fase, os quatros clubes participantes foram divididos em dois grupos, disputando um único jogo e classificando-se aquele com a maior pontuação. Em caso de desempates, os confrontos foram decididos nas penalidades.
| Equipe 1 | Total | Equipe 2         |
| -------- | ----- | ---------------- |
| Náutico  | 2–0   | Ferroviário      |
| Globo    | 2–0   | América de Natal |

## Fase de Grupos
- Maior número de vitórias;
- Maior saldo de gols;
- Maior número de gols pró;
- Confronto direto (quando o empate ocorrer entre dois clubes);
- Menor número de cartões vermelhos recebidos;
- Menor número de cartões amarelos recebidos;
- Sorteio.

### Grupo A
| Pos | Equipes   | Pts | J | V | E | D | GP | GC | SG |
| --- | --------- | --- | - | - | - | - | -- | -- | -- |
| 1º  | Perilima  | 9   | 3 | 3 | 0 | 0 | 7  | 2  | +5 |
| 2º  | Fortaleza | 6   | 3 | 2 | 0 | 1 | 8  | 1  | +7 |
| 3º  | Bahia     | 1   | 3 | 0 | 1 | 2 | 3  | 7  | –4 |
| 4º  | ABC       | 1   | 3 | 0 | 1 | 2 | 3  | 11 | –8 |

|           | ABC | BAH | FOR | PER |
| --------- | --- | --- | --- | --- |
| ABC       | —   |     |     | 1-4 |
| Bahia     | 2-2 | —   | 0-3 |     |
| Fortaleza | 5-0 |     | —   | 0-1 |
| Perilima  |     | 2-1 |     | —   |

### Grupo B
| Pos | Equipes       | Pts | J | V | E | D | GP | GC | SG |
| --- | ------------- | --- | - | - | - | - | -- | -- | -- |
| 1º  | Sport         | 9   | 3 | 3 | 0 | 0 | 9  | 2  | +7 |
| 2º  | CSA           | 4   | 3 | 1 | 1 | 1 | 4  | 2  | +2 |
| 3º  | Fluminense-PI | 2   | 3 | 0 | 2 | 1 | 2  | 4  | -2 |
| 4º  | Confiança     | 1   | 3 | 0 | 1 | 2 | 1  | 8  | -7 |

|               | CON | CSA | FLU | SPO |
| ------------- | --- | --- | --- | --- |
| Confiança     | —   |     | 1-1 |     |
| CSA           | 3-0 | —   | 0-0 |     |
| Fluminense-PI |     |     | —   | 1-3 |
| Sport         | 4-0 | 2-1 |     | —   |

### Grupo C
| Pos | Equipes   | Pts | J | V | E | D | GP | GC | SG  |
| --- | --------- | --- | - | - | - | - | -- | -- | --- |
| 1º  | Náutico   | 9   | 3 | 3 | 0 | 0 | 10 | 2  | +8  |
| 2º  | CRB       | 6   | 3 | 2 | 0 | 1 | 7  | 6  | +1  |
| 3º  | Vitória   | 3   | 3 | 1 | 0 | 2 | 5  | 4  | +1  |
| 4º  | Moto Club | 0   | 3 | 0 | 0 | 3 | 3  | 13 | –10 |

|           | CRB | MOT | NAU | VIT |
| --------- | --- | --- | --- | --- |
| CRB       | —   | 4-1 | 1-4 |     |
| Moto Club |     | —   | 1-5 |     |
| Náutico   |     |     | —   | 1-0 |
| Vitória   | 1-2 | 4-1 |     | —   |

### Grupo D
| Pos | Equipes    | Pts | J | V | E | D | GP | GC | SG |
| --- | ---------- | --- | - | - | - | - | -- | -- | -- |
| 1º  | Santa Cruz | 9   | 3 | 3 | 0 | 0 | 11 | 3  | +7 |
| 2º  | Ceará      | 6   | 3 | 2 | 0 | 1 | 9  | 4  | +5 |
| 3º  | Jacyobá    | 3   | 3 | 1 | 0 | 2 | 3  | 12 | –9 |
| 4º  | Globo      | 0   | 3 | 0 | 0 | 3 | 0  | 4  | -4 |

|            | CEA | GLO | JAC | SCZ |
| ---------- | --- | --- | --- | --- |
| Ceará      | —   |     | 6-1 | 2-3 |
| Globo      | 0-1 | —   |     |     |
| Jacyobá    |     | 1-0 | —   |     |
| Santa Cruz |     | 2-0 | 6-1 | —   |

## Desempenho por rodada
|         | 1   | 2   | 3   |
| Grupo A | PER | FOR | PER |
| Grupo B | SPO | SPO | SPO |
| Grupo C | NAU | NAU | NAU |
| Grupo D | CEA | SCZ | SCZ |

|         | 1   | 2   | 3   |
| Grupo A | BAH | ABC | ABC |
| Grupo B | CSA | CON | CON |
| Grupo C | MOT | MOT | MOT |
| Grupo D | JAC | JAC | GLO |

## Fase Final
|  | Quartas de final | Quartas de final |                |       | Semifinais | Semifinais |  |  | Final | Final |
|  |                  |                  |                |       |            |            |  |  |       |       |
|  | 18 de dezembro   |                  |                |       |            |            |  |  |       |       |
|  |                  |                  |                |       |            |            |  |  |       |       |
|  | Perilima(pen)    | 0 (4)            |                |       |            |            |  |  |       |       |
|  | Perilima(pen)    | 0 (4)            | 20 de dezembro |       |            |            |  |  |       |       |
|  | CSA              | 0 (2)            |                |       |            |            |  |  |       |       |
|  | CSA              | 0 (2)            | Perilima       | 1 (3) |            |            |  |  |       |       |
|  | 18 de dezembro   |                  | Perilima       | 1 (3) |            |            |  |  |       |       |
|  |                  | Fortaleza(pen)   | 1 (4)          |       |            |            |  |  |       |       |
|  | Sport            | Fortaleza(pen)   | 1 (4)          | 1 (4) |            |            |  |  |       |       |
|  | Sport            |                  | 22 de dezembro | 1 (4) |            |            |  |  |       |       |
|  | Fortaleza(pen)   | 1 (5)            |                |       |            |            |  |  |       |       |
|  | Fortaleza(pen)   | 1 (5)            | Fortaleza      | 1     |            |            |  |  |       |       |
|  | 18 de dezembro   |                  | Fortaleza      | 1     |            |            |  |  |       |       |
|  |                  | Náutico          | 5              |       |            |            |  |  |       |       |
|  | Náutico(pen)     | Náutico          | 5              | 0 (6) |            |            |  |  |       |       |
|  | Náutico(pen)     | 20 de dezembro   |                | 0 (6) |            |            |  |  |       |       |
|  | Ceará            | 0 (5)            |                |       |            |            |  |  |       |       |
|  | Ceará            | 0 (5)            | Náutico        | 2     |            |            |  |  |       |       |
|  | 18 de dezembro   |                  | Náutico        | 2     |            |            |  |  |       |       |
|  |                  | CRB              | 1              |       |            |            |  |  |       |       |
|  | Santa Cruz       | CRB              | 1              | 1 (3) |            |            |  |  |       |       |
|  | Santa Cruz       |                  |                | 1 (3) |            |            |  |  |       |       |
|  | CRB(pen)         | 1 (5)            |                |       |            |            |  |  |       |       |
|  | CRB(pen)         | 1 (5)            |                |       |            |            |  |  |       |       |

## Premiação
| Copa do Nordeste Sub-20 de 2020 |
| Pernambuco                      |
| ------------------------------- |
| Náutico Campeão (1.º título)    |